# Heinerscheid
Heinerscheid (lussemburghese: Hengescht) è un comune soppresso del Lussemburgo settentrionale. Si trova nel cantone di Clervaux, nel distretto di Diekirch.

## Amministrazione
Il 1º gennaio 2012, insieme al comune di Munshausen, si è fuso con il comune di Clervaux, diventando parte integrante di questi.
Nel 2005, la località di Heinerscheid aveva una popolazione di 1 037 abitanti. Le altre località che facevano capo al comune sono Fischbach, Hupperdange, Grindhausen, Kaesfurt, Kalborn e Lieler.

## Note

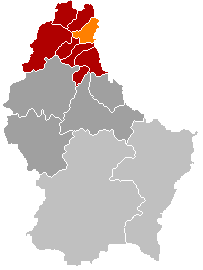
Territorio del comune di Heinerscheid, confluito dal 2012 nel comune diClervaux